# SK Reka Vič
SK Svoboda bio je slovenski nogometni klub iz Viča, četvrti Ljubljane. Djelovao je od 1929. do 1940. godine.

## O klubu
Krajem 1920-ih, osnivanjem SK Reka, i ljubljanska četvrt Vič, točnije Rožna dolina, dobila je svoj nogometni klub. Klub je, kao i većina tadašnjih ljubljanskih nogometnih klubova, u početku imao svoje igralište, a njegovo igralište na Večnoj poti u Rožnoj dolini svečano je otvoreno u lipnju 1934. godine. Predsjednik SK Reka, Ljubljanski tvorničar Rudolf Zalokar, bio je i temelj klupskog djelovanja i njegov glavni pokrovitelj, kada je 12. kolovoza 1937. poginuo u prometnoj nesreći, time su prekinute i klupske ambicije; nakon njegove smrti klub je još tri godine bio u manje-više financijskim problemima, a u lipnju 1940. Rečani su se konačno predali i spojili s dugogodišnjim rivalom Jadranom.
Godine 1936. Rečani su ostvarili najveći uspjeh, prošavši kroz kvalifikacije (dvije velike pobjede nad gradskim rivalom SK Grafikom 4:0 i 7:0) u elitni razred Ljubljanskog nogometnog podsaveza (LJNP), nakon što su prethodno nekoliko sezona proveli u drugoligaškom natjecanju. U tom je razdoblju za Reku igrao jedan od najboljih slovenskih napadača svih vremena, iskusni bivši igrač Primorja Adolf Erman. Rečani su tada u prvorazrednoj konkurenciji ljubljanske skupine LJNP u sezoni 1936./37. stigli do posljednjeg, šestog mjesta; U sezoni 1937./38. postižu najveći uspjeh u klupskoj povijesti trećim mjestom u konkurenciji osam klubova ljubljanske skupine, au sezoni 1938./39. i 1939./40. u istom natjecanju ostvaruju solidno četvrto i šesto mjesto.

## Unutarnje poveznice
- Ljubljana

## Vanjske poveznice
- Zgodovina nogometa v Kraljevini SHS/Jugoslaviji in v času okupacije